# (7258) Pettarin
(7258) Pettarin (1994 EF) – planetoida z pasa głównego asteroid okrążająca Słońce w ciągu 4,2 lat w średniej odległości 2,6 j.a. Odkryta 5 marca 1994 roku.